# Dean Lorey
Dean Lorey (născut pe 17 noiembrie, 1967) este un scriitor american  ale cărui proiecte includ filme precum Major Payne, emisiuni televizate dintre care My Wife and Kids și Arrested Development, și mai recent o carte pentru copii, prima dintr-o serie, intitulată Academia Coșmarurilor.

## Filmografie
| An   | Film                                 | Menționat ca                                               | Note                                                                             |
| ---- | ------------------------------------ | ---------------------------------------------------------- | -------------------------------------------------------------------------------- |
| 1993 | Prietenul meu s-a întors             | Scenarist                                                  |                                                                                  |
| 1993 | Jason Goes to Hell: The Final Friday | Scenarist                                                  | Scris cu Jay Huguely, după povestire de Jay Huguely și Adam Marcus               |
| 1995 | Major Payne                          | Scenarist                                                  | Scris cu Damon Wayans și Gary Rosen, după povestire de Joe Connelly & Bob Mosher |
| 2001 | Jason X                              | Mulțumiri speciale                                         |                                                                                  |
| 2011 | Iadul se dezlănțuie 3D               | Mulțumiri speciale din partea regizorului și scenaristului |                                                                                  |
| 2012 | Bronx Warrants                       | Scenarist, producător executiv                             | Film TV                                                                          |
| 2016 | Shady Neighbors                      | Scenarist, producător executiv                             | Film TV                                                                          |
| 2017 | Animal Crackers                      | Scenarist                                                  | Scris cu Scott Christian Sava                                                    |

### Televiziune
- 1997-1998 413 Hope St.
- 2001–2005 My Wife and Kids
- 2006, 2013 Arrested Development
- 2013-2014 The Crazy Ones
- 2016 Those Who Can't
- 2017 Powerless
- 2018 iZombie
- 2019-2020 Harley Quinn
- 2021 Big Shot

## Cărți publicate
- 2007 Nightmare Academy: Monster Hunters
- 2008 Nightmare Academy: Charlie's Monsters (ediția britanică a Monster Hunters)
- 2008 Nightmare Academy: Monster Madness
- 2009 Nightmare Academy: Monster Revenge also known as Nightmare Academy: Monster War